# Emma Lampert Cooper

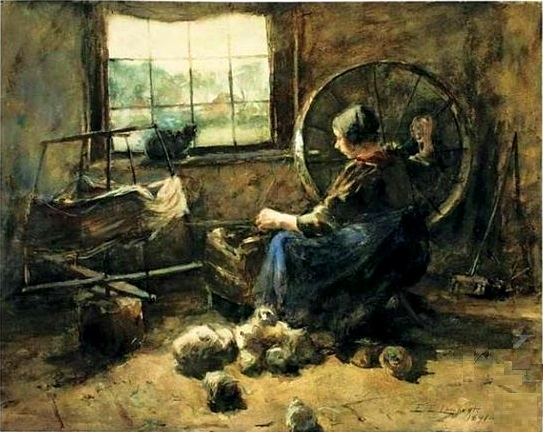
Emma Lampert Cooper, The Breadwinner, huile sur toile, 1893, Rochester, Memorial Art Gallery.

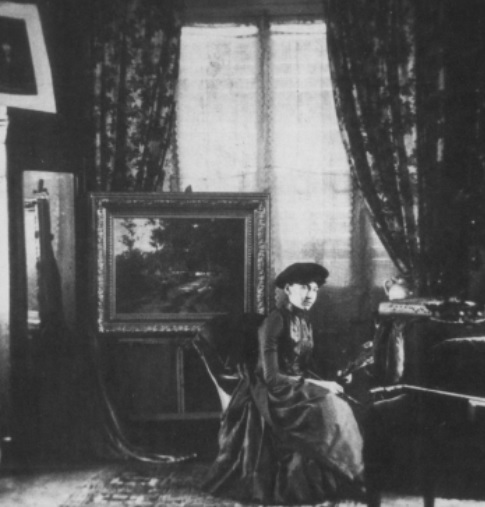
Emma Lampert Cooper, dans son atelier. Photographie, vers 1900.

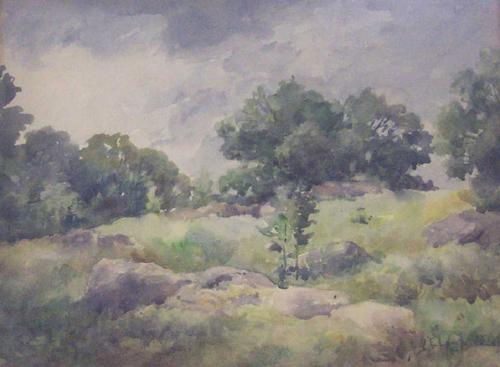
Emma Lampert Cooper, Spring Landscape, aquarelle (collection privée).

Emma Lampert Cooper, née le 24 février 1855 et morte le 30 juillet 1920 est une artiste peintre américaine active à Rochester et à New York. Elle étudie à Rochester, sa ville natale, puis à New-York avec William Merritt Chase comme professeur ; elle étudie aussi à Paris à l'Académie Delécluse et aux Pays-Bas. Elle rencontre son futur mari, Colin Campbell Cooper, aux Pays-Bas ; ils voyagent, peignent et exposent ensemble.

## Famille
Emma Esther Lampert naît le 24 février 1855 à Nunda dans l'État de New York. Son père, Henry Lampert, né à Hanovre en Allemagne et qui a émigré aux États-Unis où il a épousé Jenette Smith, travaille comme tanneur ; dans la maison où il vit avec sa famille, vivent aussi deux autres tanneurs allemands et un domestique. Emma a une sœur aînée nommée Mary, deux sœurs cadettes, Carrie et Adella et un frère Henry. En 1870, la famille s'installe à Rochester où son père exerce comme négociant en cuir ; en juin 1863, il s'inscrit comme engagé volontaire pour la guerre de Sécession. Il meurt le 10 juin 1880.

## Carrière

### Formation
Elle est diplômée du Wells College à Aurora dans l'état de New York en 1875, et l'une des membres fondatrices de l'association des anciens élèves de ce collègue (Eastern Association of Wells College alumni).
En 1877 elle participe à la fondation du Club artistique de Rochester (Rochester Art Club) dont elle est la première vice-présidente; elle entretient un lien fort avec ce club pendant très longtemps dont elle reste membre jusqu'en 1895. De 1870 à 1886, Cooper a un atelier dans un grand bâtiment historique de Rochester, le NY. Within Rochester, et a une influence marquée sur la communauté des artistes de Rochester.
Elle continue ses études supérieures à New York à l'Art Students League of New York, une école d'art fondée en 1875, où elle a comme professeur le peintre William Merritt Chase et à la Cooper Union. Elle part à Paris vers le milieu des années 1880, suit les cours de l'académie Delécluse pendant dix-huit mois ; elle expose en 1887 une toile Hillside at Picardy (Versant de colline en Picardie) au Salon. Elle se rend aux Pays-Bas où elle suit les cours du peintre Hein Kever (en) en 1891.

### Enseignante
De 1891 à 1893 Cooper enseigne la peinture et est directrice artistique de l'école Foster à Clifton Springs dans l'État de New York, une école qui a ouvert en 1876. De 1893 jusqu'en 1897, elle enseigne au Mechanics Institute de Rochester (qui prendra en 1944 le nom de Rochester Institute of Technology).

### Mariage et voyages
En 1897, alors qu'elle se trouve à Dordrecht aux Pays-Bas, elle rencontre le peintre Colin Campbell Cooper. Ils se marient le 9 juin 1897 à Rochester. Le couple voyage hors des États-Unis de 1898 à 1902 et vit pendant un an dans une communauté d'artistes à Laren aux Pays-Bas. 
À leur retour aux États-Unis, ils s'installent à New York tout en voyageant régulièrement en Europe.
Emma Lampert Cooper et son mari font partie des passagers de première classe du navire RMS Carpathia de la compagnie Cunard pour un voyage de New York à Gibraltar ; en avril 1912, le navire recueille les naufragés du RMS Titanic. Les Cooper participent au sauvetage des survivants, partagent leur cabine et prennent soin de l'une d'entre eux, Irene Harris, épouse du propriétaire de théâtre Henry B. Harris, décédé lors du naufrage. Colin Campbell Cooper réalise par la suite plusieurs tableaux représentant de sauvetage.

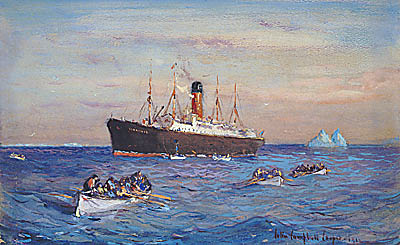
Colin Campbell Cooper, Rescue of the Survivors of the Titanic by the Carpathia, 1912, Midwest Museum of Art.

En 1913, ils se rendent en Inde et exposent en 1915 à Rochester lors de leur retour les tableaux qu'ils y ont peints, puis à New York, dans une exposition  qui met aussi en valeur des toiles d'Alice Schille, Adelaide Deming et Helen Watson Phelps,. 
Emma Lampert Cooper est membre du Women's International Art Club de Londres, de la Pennsylvania Academy of the Fine Arts et de l'Women's Art Association of Canada. À New York, elle est membre du Woman's Art Club, du National Arts Club et du New York Watercolor Club ; elle est l'une des membres fondatrices du Rochester Art Club et du Philadelphia Water Color Club.
Du fait de son activité professionnelle menée tant aux États-Unis qu'à l'étranger, elle est perçue comme une bonne connaisseuse du milieu international de la peinture.

### Œuvres et expositions
Emma Lampert Cooper peint principalement des natures mortes et des paysages qu'elle a observés lors de ses voyages. 
Elle reçoit un prix à l'Exposition universelle de Chicago en 1893 pour son tableau Breadwinner (La travailleuse qui nourrit sa famille), ; cette toile lui vaut un prix lors de la Cotton States and International Exposition à Atlanta en 1895. Elle remporte à Philadelphie en 1902 une médaille d'or à l'exposition de l'American Art Society. Elle expose des tableaux et des aquarelles à l'Exposition universelle de 1904 à Saint-Louis et obtient une médaille de bronze pour Weaving Homespun (Tissage à la maison), ainsi qu'une autre médaille de bronze pour une œuvre non spécifiée. Ses toiles sont exposées lors de l'Exposition universelle de Paris en 1900. Les tableaux d'Emma Cooper sont exposés avec ceux de son mari à plusieurs reprises entre 1902 et 1910 à Rochester, Chicago, New York et Philadelphie.

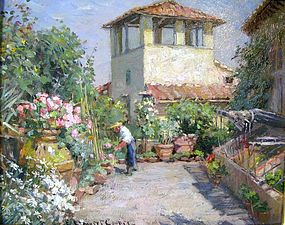
Villa Terrace (Terrasse d'une villa), huile sur toile, avant 1910 (collection privée).

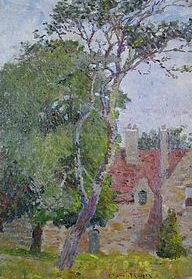
Stone House (Maison en pierre), collection privée.

Cooper devient artiste à une époque où de nombreuses femmes sont reconnues comme des artistes compétentes, en phase avec le monde artistique, et appréciées du public alors qu'elles étaient extrêmement rares auparavant, à l'exception de peintres comme Angelica Kauffmann ou Élisabeth Vigée Le Brun. Elle fait partie de ces femmes artistes éduquées et indépendantes, en Europe et aux États-Unis, dans ce mouvement féministe intellectuel et artistique qui a été désigné sous le terme de New Woman à la fin du XIXe siècle. Ses tableaux associent des femmes et des fleurs à la traditionnelle représentation de paysage.
Cooper devient une peintre de paysages à succès, ainsi qu'une artiste reconnue dans le monde de l'éducation pour ses illustrations de livres pour enfants. Elle a été qualifiée comme « une peintre à la technique exceptionnelle ».

## Décès
Emma Lampert Cooper meurt le 30 juillet 1920 dans la maison de sa sœur à Pittsford dans l'état de New York ; elle est enterrée au Mount Hope Cemetery à Rochester.
Ses archives et celles de son mari ont été léguées à la bibliothèque de l'université de Rochester.

## Œuvres
Les tableaux de Cooper sont conservés dans des collections publiques, notamment à la Memorial Art Gallery qui fait partie de l'Université de Rochester), au Strong Museum de Rochester, au Weatherspoon Art Museum de Greensboro en Caroline du Nord et au Wells College à Aurora dans l'état de New York. Un grand nombre de ses œuvres sont également dans des collections privées.

### Œuvres en collection publique (sélection)
- The Breadwinner (La travailleuse qui nourrit sa famille), aquarelle, 1891, Memorial Art Gallery, Université de Rochester.
- Weaving Homespun, Canada (Tissage à la maison, Canada), huile sur toile, 1904, Memorial Art Gallery, université de Rochester[19].
- On a French River, huile sur toile, Memorial Art Gallery, université de Rochester[20].
- Cape Cod Vista (Vue de Cape Cod), huile sur toile, Memorial Art Gallery, université de Rochester.
- Bridge near Florence (Un pont près de Florence), huile sur toile, Memorial Art Gallery, université de Rochester.
- A Dutch Cavalier (Un cavalier hollandais), aquarelle sur papier, Memorial Art Gallery, université de Rochester[21].
- Bee Hives in a French Garden (Ruches dans un jardin français), dessin, encre et graphite sur papier, 1888, Memorial Art Gallery, université de Rochester[22].
- Life Work (Occupation principale), huile, scène de travail en intérieur, Greensboro, Musée d'art Weatherspoon.
- Morning Near Riverdale (Matin près de Riverdale, huile sur toile, vers 1885, Aurora, Wells College[23].
- New England Vista (Vue de Nouvelle Angleterre), huile sur toile, Memorial Art Gallery, Université de Rochester.
- Old Well, Pittfield, New York (Vieux puits à Pittfield dans l'état de New York), aquarelle, vers 1885–1897, Rochester, Strong Museum.
- Paysage, France, huile sur toile, Rochester, Strong Museum[23].
- Dutch Barn Interior (Intérieur d'une ferme en Hollande), huile sur toile, Rochester, Strong Museum[23].
- Holy Man's Tomb at Agra (Tombe d'un saint homme à Agra), huile sur toile, 1913, Aurora, Wells College (tableau peint lors du voyage en Inde)[23].
- An Arabian Village, huile sur toile, Jersey City, Jersey City Museum[23].

### Œuvres en collection privée (sélection)
- At Colorado Springs, Colorado (À Colorado Springs dans le Colorado), huile sur toile, présentée à l'exposition Cragsmoor Artist's Vision of Nature Cragsmoor, Cragsmoor en 1977[24].
- Little Shop, Holland (Petit magasin aux Pays-Bas), huile sur toile, présentée à l'exposition A Century of women artists in Cragsmoor: original works by women artists who have created in Cragsmoor during the past 100 years à Cragsmoor en 1979.
- Roses–still life (Roses, nature morte), huile sur toile, exposée en 1987 à la galerie Lagakos-Turak de Philadelphie.
- Young Boys in Landscape (Jeunes garçons dans un paysage), huile sur toile, exposée en 1987 à la galerie Lagakos-Turak à Philadelphie.